# Psychromatic
Psychromatic är ett musikalbum av Raintime som släpptes 2010.

## Låtlista
1. Fire Ants
2. Turned Up And Down
3. Never Ending Stairway
4. Nothing But A Mistake
5. I Want To Remember
6. Shift
7. Fake Idols
8. Beaten Roads
9. One Day
10. Buried In You
11. Walk-On Actor

## Medverkande

### Bandet
- Claudio Coassin – sång
- Matteo Di Bon – elgitarr
- Daniele 'Acido' Bressa – elgitarr
- Michele Colussi – basgitarr
- Andrea Corona – klaviatur
- Enrico Fabris – slagverk

### Övriga
- Efis Canu Najarro – sång